# 東京都立新島高等学校
東京都立新島高等学校（とうきょうとりつ にいじまこうとうがっこう）は、東京都新島村本村にある東京都立高等学校。2022年度時点で生徒34人が在校している。

## 概要
1949年に東京都立大島高等学校新島分校として創立。全日制課程で普通科設置している。新島でホームステイすることにより、東京都内の他地域からも進学できる所謂「島留学」を2023年度から開始する（東京都立神津高等学校、東京都立八丈高等学校に続き伊豆諸島の高校で3校目）。

## 沿革
- 1949年 - 東京都立大島高等学校の新島分校として設立認可（水産科・家庭科）、同年5月より授業を開始。
- 1951年 - 普通科を設置。
- 1971年 - 大島高等学校から独立し、現校名として開校。
- 2003年 - 新島村立新島中学校及び新島村立式根島中学校と「連携型中高一貫教育」を開始。